# Gymnotus ucamara
Gymnotus ucamara és una espècie de peix pertanyent a la família dels gimnòtids.

## Descripció
- Fa 19 cm de llargària màxima.[5][6]

## Alimentació
Menja invertebrats aquàtics.

## Hàbitat
És un peix d'aigua dolça, bentopelàgic i de clima tropical.

## Distribució geogràfica
Es troba a Sud-amèrica: conca del riu Ucayali al Perú.

## Observacions
És inofensiu per als humans.